# Augustin & Anita
Albums de Daran
Déménagé Pêcheur de pierres
Augustin & Anita est le quatrième album de Daran, sorti le 28 mars 2000. Enregistré au studio Wigwam à Maison Alfort.

## Titres
1. Quelque chose en moi
2. Le boxeur
3. L'eau
4. Légalise
5. Mékong
6. Augustin & Anita
7. J'aime
8. Violence zéro
9. Oublie tout
10. Les ennuis
11. Morceau caché